# Lessona (vin)
Le Lessona est un vin rouge sec italien de la région Piémont doté d'une appellation DOC depuis le 3 décembre 1976. 
Seuls ont droit à la DOC les vins rouges récoltés à l'intérieur de l'aire de production définie par le décret. 

## Aire de production
Les vignobles autorisés se situent en province de Biella et province de Verceil dans la commune de Lessona. Les 6,45 hectares délimitée sont en production.
Vieillissement minimum légal: 2 - 3 ans, dont au moins 12 - 24 mois en fût de chêne ou châtaignier ainsi que 12 mois en bouteille.

## Caractéristiques organoleptiques
- couleur : rouge grenat avec des reflets orangés, qui s’atténue avec le temps.
- odeur :  caractéristique, intense, qui s’affine avec le vieillissement, arômes de violet.
- saveur :  sec et plein, velouté avec un agréable fond légèrement amer et tannique.

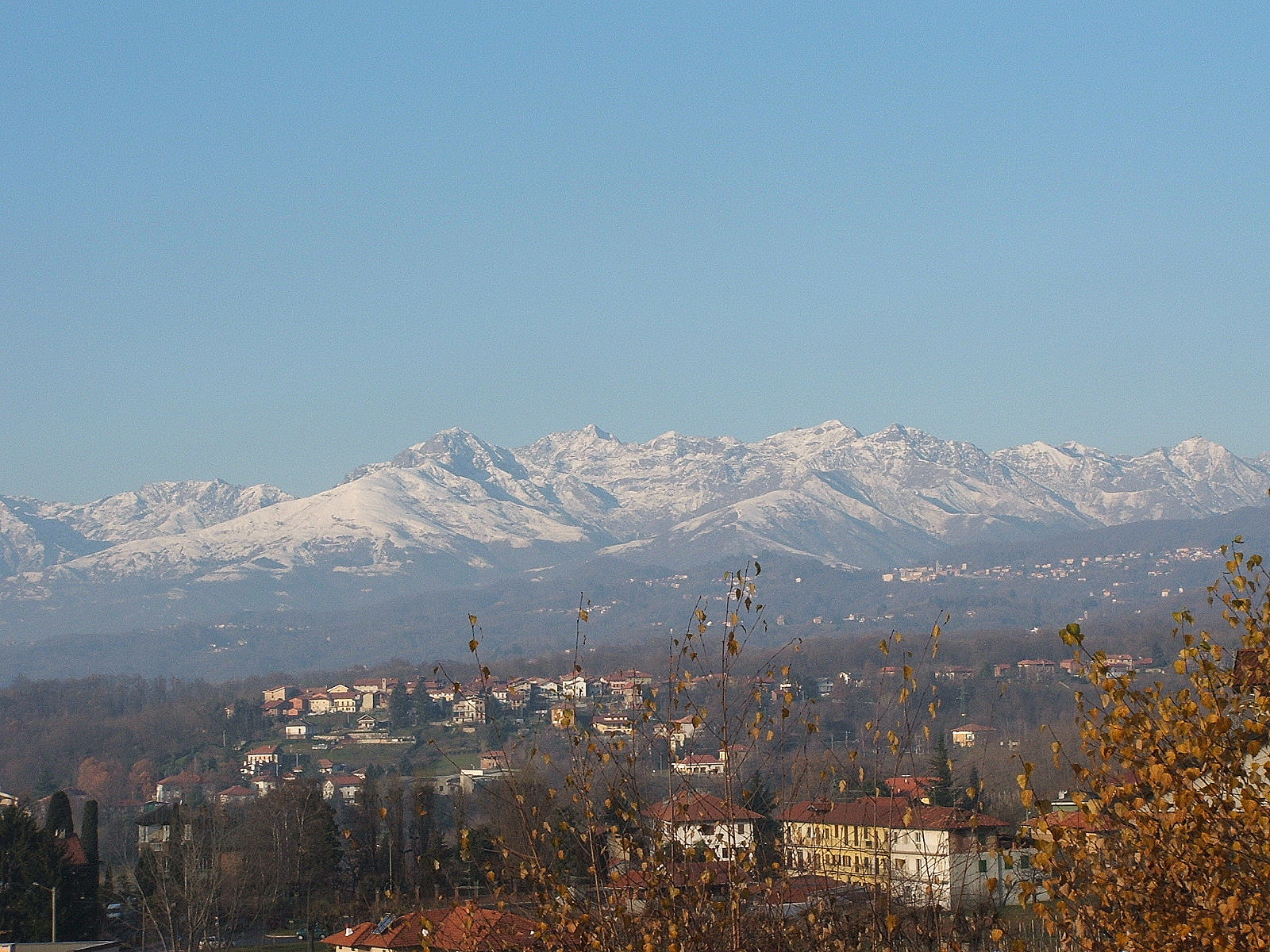
Vue sur Lessona

Le Lessona se déguste à une température de 16 – 18 °C et il se gardera 10 – 15 ans.

## Production
Province, saison, volume en hectolitres :
- Biella  (1995/96)  189,14
- Biella  (1996/97)  159,6
- Vercelli  (1990/91)  252,0
- Vercelli  (1991/92)  287,13
- Vercelli  (1992/93)  149,61
- Vercelli  (1993/94)  146,64
- Vercelli  (1994/95)  197,22